# 乌尔里希·康斯
乌尔里希·康斯（德語：Ulrich Kons，1955年2月3日—），德国男子赛艇运动员。他曾代表东德参加1980年夏季奥林匹克运动会赛艇比赛，获得男子八人单桨有舵手金牌。